# 5384 Changjiangcun
5384 Changjiangcun eller 1957 VA är en asteroid i huvudbältet som upptäcktes den 11 november 1957 av den kinesiske astronomen Zhang Jiaxiang vid Zijinshan-observatoriet. Den är uppkallad efter Changjiangcun i Jiangsu, Kina.
Asteroiden har en diameter på ungefär 8 kilometer och den tillhör asteroidgruppen Hungaria.